# Суахілі (узбережжя)
Узбережжя Суахілі — прибережна область Індійського океану в Південній і Східній Африці, населена народом суахілі, що почала формуватися наприкінці VII ст. Назва походить від арабського слова сахіль — «берег», а загальний переклад — «берегові (люди, міста)».

## Історія

### V—XVст. Виникнення і розвиток
Та територія, що сьогодні фігурує під назвою «Узбережжя суахілі», була історично відома як «Азанія» в елліністичний період та «Цингіон» у римську добу. Араби, перси й індуси називали цю область «Зандж». У китайських мандрівників та географів вона отримала назву «Цзінь».
Для формування суспільства та держав ключову роль відіграло вигідне географічне становище місцевих островів, заток та лиманів. Поштовхом став розвиток у I ст. н. е. римо-індійської торгівлі. Місцеві гавані стали місцем перепочинку торгівельних суден, а згодом й центрами посередницької торгівлі. Водночас у VI ст. починається міграція народів банту, які на узбережжя починають змішуватися з автохтонним населенням. На той час вони вже освоїли землеробство, скотарство, видобуток і переробку заліза. З середини першого тисячоліття з загальної маси бантумовних народностей вздовж узбережжя Східної Африки починає виділятись і розвиватись культура та ідентичність народу суахілі, а на самому узбережжі починають виникати їх приморські торгові поселення від Могадішо в Сомалі до Софали в Мозамбіку. Суахілі також розселились по прибережним островам східноафриканського узбережжя, таким як Занзібар, Пемба, Мафія, архіпелаги Ламу та Коморських островів, а також на півночі Мадагаскару. Саме розташування поселень суахілі на західному узбережжі Індійського океану спонукало їх перетворитись на активне морське торгівельне суспільство, чіткі ознаки якого починають виразно проявлятись вже з X—XI століть.
Торговці суахілі зайняли нішу посередників між різними суспільствами в глибині африканського континенту і широкою міжнародною торговою спільнотою, сформованою на просторах Індійського океану. Різні риси в культурі суахілі свідчать про активну морську спрямованість цього суспільства. Наприклад, релігійна поезія суахілі, на відміну від арабської, на якій вона базується, часто використовує образи риб, моря і хвиль. До X ст. на східноафриканському узбережжі існувала декілька міст-держав, що займалися посередницькою торгівлею — Кілва, Пате, Ламу, Малінді.
Інші зміни включали прийняття ісламу, яке вперше засвідчено в місті Шанга на архіпелазі Лама в Кенії у VIII столітті, а до XII століття іслам вже широко практикувався уздовж усього узбережжя суахілі. Наприкінці X ст. утворюється султанат Кілва, який до кінця XII ст. завоював більшу частину східноафриканського узбережжя від Ламу до Коморських островів включно, а також підпорядкує собі міста-держави Софала, Пемба та Занзібар. Проте спроби захопити султанат Могадішо виявилися марними. Саме володіння середньовічного султанату Кілва визначили основні межі розселення народу суахілі та відповідають межах узбережжя Суахілі. Кілві вдалося встановити монополію на торгівлю у внутрішніх районах Африки від Зімбабве до озера Танганьїка.
За той же період багато великих поселень на узбережжі Суахілі перетворились на «кам'яні міста», частина споруд в яких була збудована з каменю, видобутого або з прибережних коралових рифів, або з материкових вапнякових каменоломень. Менші поселення були збудовані переважно з глини та соломи, можливо, з однією кам'яною мечеттю чи якимись кам'яними похованнями.
До 1500-х років суспільство суахілі на узбережжі активно розвивалось, включаючи появу витонченої матеріальної культури та архітектури, розвиток далеких торгових зав'язків з внутрішніми районами Центральної та Південно-Східної Африки а також з прибережними країнами Індійського океану, ієрархії поселень, широко організовану релігійну практику низка незалежних міських держав із загальнодоступними цінностями та якостями.

### XV—XXст. Боротьба з колоніальною загрозою
Після 1500-х років поселення суахілі стикалися з колоніальними загрозами — спочатку арабською та португальською, згодом оманською на початку XIX століття, і в кінцевому підсумку німецькою та британською в кінці XIX і на початку XX століть.
З середини XIV ст. починається занепад Кілви викликаної зовнішніми економічними чинниками та внутрішньою боротьбою за владу. Разом з тим занепад султанату не зупинив розвиток портових міст, які лише здобули самостійність від Кілви. Проте запекла конкуренція, що призводило до постійних війн, послабила портові міста.
Цим скористалися португальці, які наприкінці XV ст. проклали шлях до Індії. Вже до 1518 року усе узбережжя суахілі було підкорено останніми. В середині XVI ст. за міста суахілі відбувається боротьба між Португалією та Османською імперією, яка завершилася на користь першої.

Територія імперії Оман на піку її могутності (середина XIX ст)

Панування португальців тривало до кінця XVII ст., коли вони втратили північну частину узбережжя суахілі на користь Оманської імперії, де тоді панував імам Саїф бін Султан. Водночас на Коморських островах утворюються окремі, незалежні султанати, які посилюють політичні та економічні контакти з державами Мадагаскару.
Ослаблення Оману в середині XVIII ст. призвело до відвоювання частини земель португальцями, а також утворення самостійних султанатів Момбаса, Ламу і Пате внаслідок чого відродилося традиційне керування з часів Кілви. Втім нове піднесення Оману наприкінці 1820-х років під орудою династії Бусаїдів призвело до підкорення Момбаси, архіпелагу Занзібар та прибережних земель. Бусаїди до 1840 року встановили владу над портами суахілі до острова Мозамбік, де панували португальці. Довше усіх чинив спротив султанат Пате, переселенці з якого заснували султанат Віту на узбережжі, що зберігав незалежність до встановлення німецького протекторату 1885 року. Тут панувала остання суто суахільська династія Бакарі. 1856 року внаслідок розпаду держави Бусаїдів на землях суахілі утворився Занзібарський султанат. Водночас султанат Ламу було підкорено сомалійцями з султанату Геледі.
З 1841 року почався процес підкорення Коморських островів французькими колонізаторами. Він загалом завершився до 1892 року. З 1909 року цей архіпелаг офіційно оголошений французькою колонією, а в 1912 в адміністративному відношенні приєднаний до Мадагаскару.
З 1870 роках в регіоні посилилося втручання Великої Британії, Португалії, а потім Німеччини й Італії. З 1885 року британці й німці почали розподіляли між собою землі Занзібарського султанату, внаслідок чого 1890 року утворено колонії Німецьку і Британську Східні Африки, а о. Занзібар британський уряд виміняв в Німеччини на о.Гельголанд. В свою чергу південні землі узбережжя суахілі стали частиною Португальської Східної Африки.

## Географія
Охоплює прибережні території від північного Мозамбіку до Кенії, разом з островами Пемба, Унгуджа, Мафія, Коморськими островами.

## Економіка

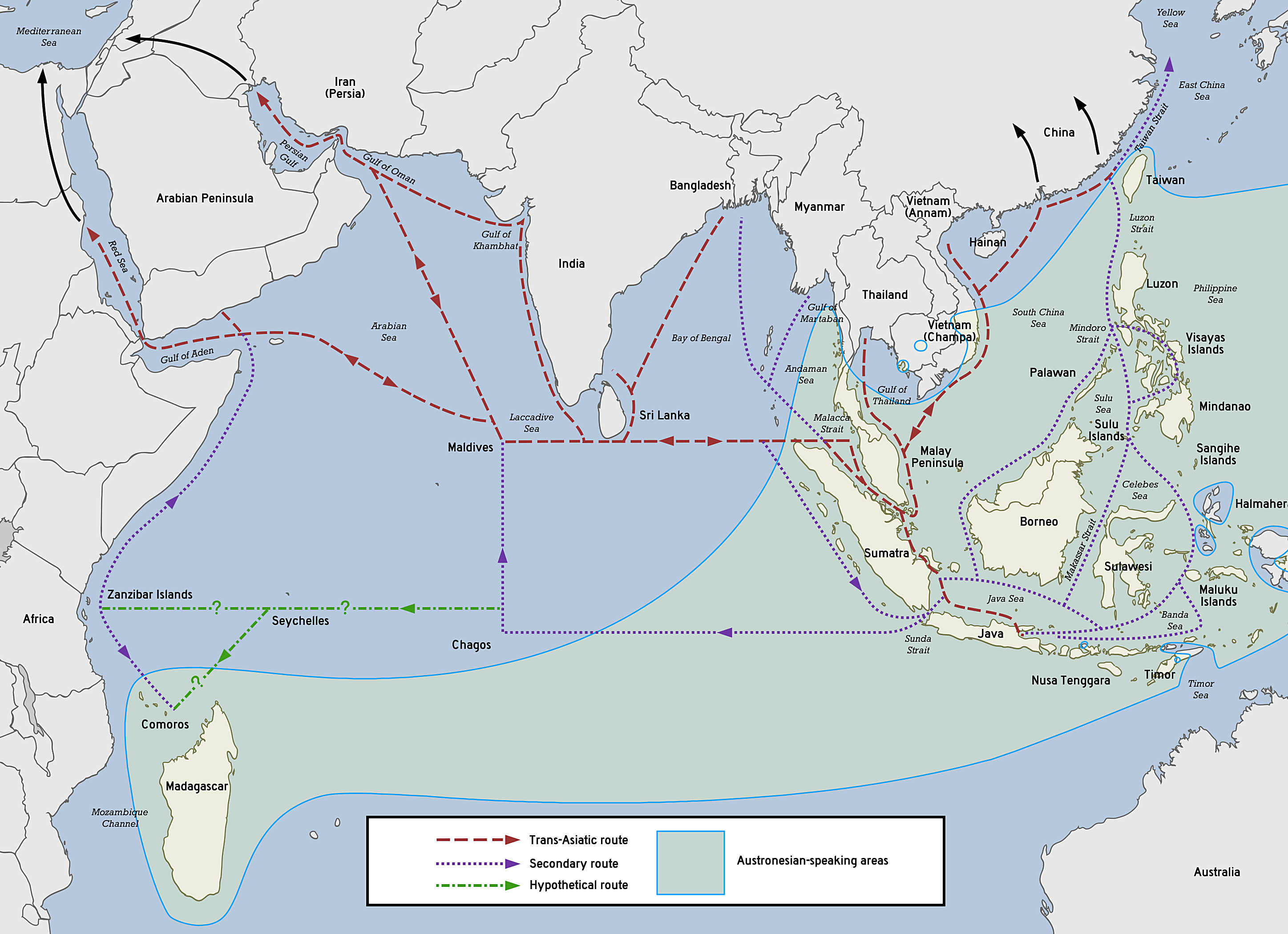
Ареал торгівлі з портів суахілі

Основу становила торгівля. Напочатку з міст суахіли вивозили залізо й вивозили деревину, згодом — слонову кістку, шкури тварин, золото. Зі Східної Азії завозили шовк, чай, папір та порцеляну з Китаю, рис, срібло, спеції, сандал та інші пахощі, ювелірні вироби, бавовну з Індії, чорний перець із Шрі-Ланки, каву з Абіссіннії та Аравії. Через посередництво сомалійських міст-держав з Єгипту, Сирії а згодом та інших провінцій Римської імперії, Персії завозили шерсть, скляні та кам'яні намистини, металевий дріт, залізо й мідь, скло, кераміку, фарби, чорнило, різьблене дерево, зброю.
Також міста були центрами вироблення ремісницької продукції, обробки шовку, шерсті, металів, розвинуто було рибальство.
З кінця XII ст. все більшу значущість в торгівлі набувають золото, слонова кістка та раби, яких вивозили з портів узбережжя у великій кількості. Разом з тим залежність портів від зовнішньої торгівлі спричинило початок занепаду у XIV ст., коли було створено низку монгольських держав від Китаю з залежною Кореєю (на сході) до Балкан з залежною Болгарією (на заході), Близьких сходом з підкореними Персією, Іраком і Малою Азією (на півдні) — так званий Монгольський світ та спустошення близькосхідних та європейських міст епідемією відомою як Чорна смерть. В першому випаду утворилися шляхи, що дозволяли швидше і безпечніше доставляли крам між містами та ринками. В іншому випадку епідея завдала потужного удару демографічному стану країн, що були споживачами товарів з портів суахілі.
З часів панування португальців, а потім в період Занзібарського султанату основу торгівлі становили раби, а потім все інші товари. За підрахунками, між 1450 і 1900 роками з портів узбережжя було продано близько 17 мільйонів людей, особливо значними обсяги работоргівлі стали з XVIII ст. Цьому сприяла активна діяльність французьких, голландських та британських купців.

## Культура
Археологічні розвідки виявили використання кераміки Квале та Уреве як уздовж узбережжя, так і у внутрішніх частинах, показуючи, що регіони мали спільний життєвий шлях у пізній кам'яній та ранній залізній добі.
Формування власне культури суахілі, відмінною від матеріальної культури інших народів банту починається у XIII ст. Це в першу чергу було пов'язано з посилення султанату Кілва. Водночас відбувається прийняття ісламу.
На особливість формування культури вплинув той фактор, що суахілі є міською цивілізацією. яка сформувалася внаслідок змішання арабів та банту, а також торгівців з Персії та Індостану. До цього наклалося належність до ісламського світу на відміну від внутрішніх районів Східної Африки, що тривалий час сповідували традиційні вірування. Мешканці міст створили досить оригінальну літературу на власні мові, вели хроніки, складали величні поеми.

### Архітектура
В архітектурі панують мусульманські стилі. Найдавніші відомі мечеті на узбережжі були побудовані з дерева та датуються IX ст. Втім архітектурний стиль суахілі має свої особливості: мечеті ту переважно без мінаретів та внутрішнього дворику.
На цивільна архітектура є сумішшю традицій арабів, місцевих, європейських, індійських. Житлові будинки більшості населення (окрім заможних верств та султанів) будували з цегли заввишки в 1 поверх. Часто вони мали 2 довгі та вузькі кімнати. Будинки були спроектовані з вентиляцією і високими стелями, щоб приводити до каналу океанський вітер і зберігати будинок прохолодним і прихованим від сонця, наскільки це можливо. Зовнішні вигляд прикрашають різьблені двері та балкони й віконні решітки. У більших будинках іноді є садки. Будинки були побудовані близько один до одного, що призвело до звивистих вузьких вуличок.

### Релігія
Населення сповідує суннізм, але водночас відчуваються залишки традиційних вірувань, зокрема поклоніння духам та застосування оберігів-амулетів.

### Мова
Мова суахілі є результатом змішання мов банту, арабської і перської, частково гінді. Будучи мовою міжетнічного спілкування, суахілі поширена на великій території Східної і Центральної Африки, від узбережжя Індійського океану на сході до центральних областей Демократичної республіки Конго на заході, від Сомалі на півночі до Мозамбіку на півдні.

### Кухня
Є важливою складовою куховарних традицій Кенії, Танзанії й Занзібару. З огляду на прибережний характер основу становлять страви з риби та морепродуктів із застосуванням кокосового молока, кунжуту і кунжутної олії, багатьох спецій. Арабських вплив відчувається в поширеному вживанні кави, солодких страв з начинкою та прянощами.